# Metropolia San José de Costa Rica
Metropolia San José de Costa Rica − jedyna metropolia rzymskokatolicka w Kostaryce.

## Diecezje wchodzące w skład metropolii
- Archidiecezja San José de Costa Rica
- Diecezja Alajuela
- Diecezja Cartago
- Diecezja Ciudad Quesada
- Diecezja Limón
- Diecezja Puntarenas
- Diecezja San Isidro de El General
- Diecezja Tilarán-Liberia

## Biskupi
- Metropolita: ks. abp José Rafael Quirós Quirós (od 2013) (San José)
- Sufragan: ks. bp Ángel San Casimiro Fernández (od 2007) (Alajuela)
- Sufragan: ks. bp José Francisco Ulloa Rojas (od 2005) (Cartago)
- Sufragan: ks. bp José Manuel Garita Herrera (od 2014) (Ciudad Quesada)
- Sufragan: ks. bp Javier Gerardo Román Arias (od 2015) (Limón)
- Sufragan: ks. bp Oscar Gerardo Fernández Guillén (od 2003) (Puntarenas)
- Sufragan: ks. bp Gabriel Enrique Montero Umaña (od 2013) (San Isidro de El General)
- Sufragan: ks. bp Manuel Eugenio Salazar Mora (od 2016) (Tilarán)

## Główne świątynie
- Katedra metropolitalna św. Józefa w San José
- Katedra Matki Bożej z Pilar w Alejuela
- Katedra Matki Bożej z Góry Karmel w Cartago
- Katedra św. Karola Boromeusza w Ciudad Quesada
- Katedra Najświętszego Serca Jezusa w Limón
- Katedra Matki Bożej z Góry Karmel w Puntarenas
- Katedra św. Izydora Oracza w San Isidro de El General
- Katedra św. Antoniego z Padwy w Tilarán